# Liste der geschützten Landschaftsbestandteile im Landkreis Starnberg
Im Landkreis Starnberg gab es im März 2024 insgesamt 24 ausgewiesene geschützte Landschaftsbestandteile.

## Geschützte Landschaftsbestandteile
| Afra-Wiese                                            | BW | LB-00160      | Starnberger See                                          | ⊙ | 2,74 | 5. Dez. 1986  |
| Am Haus Seewies                                       | BW | LB-00048      | Feldafing                                                | ⊙ | 6,28 | 25. Juni 1993 |
| Aubachwiese bei Hochstadt                             | BW | LB-00241 / 13 | Weßling                                                  | ⊙ | 0,47 | 15. Dez. 1986 |
| Aubachwiese bei Hochstadt                             | BW | LB-00242 / 13 | Weßling                                                  | ⊙ | 0,40 | 15. Dez. 1986 |
| Bacherner Moos und Wörthseeinsel                      | BW | LB-00306      | Inning am Ammersee, Wörthsee                             | ⊙ | 46,4 | 17. Feb. 1994 |
| Drumlin bei Machtlfing                                | BW | LB-00213 / 1  | Andechs                                                  | ⊙ | 0,16 | 15. Dez. 1986 |
| Eichen-Hainbuchenwald an der Rudolf-von-Hirsch-Straße |    | LB-00015 / 10 | Krailling                                                | ⊙ | 3,93 | 15. Dez. 1986 |
| Feuchtwiese an der Seestraße in Feldafing             | BW | LB-00047 / 6  | Feldafing                                                | ⊙ | 0,56 | 15. Dez. 1986 |
| Halbtrockenrasen bei Breitbrunn                       | BW | LB-00236 / 8  | Herrsching am Ammersee, Gemarkung Breitbrunn am Ammersee | ⊙ | 0,33 | 15. Dez. 1986 |
| Halbtrockenrasen Stephanswiesen bei Andechs           | BW | LB-00305 / 15 | Andechs                                                  | ⊙ | 1,09 | 15. Dez. 1986 |
| Leitenhöhe Herrsching                                 | BW | LB-00212 / 9  | Herrsching am Ammersee                                   | ⊙ | 0,64 | 15. Dez. 1986 |
| Neue Akeleiwiese                                      | BW | LB-00239 / 3  | Weßling                                                  | ⊙ | 1,01 | 15. Dez. 1986 |
| Niedermoorverlandung südlich Seeseiten                | BW | LB-00164      | Starnberger See, Seeshaupt                               | ⊙ | 4,99 | 12. Sep. 1984 |
| Orchideenwiese zwischen Traubing und Garatshausen     | BW | LB-00051 / 12 | Tutzing                                                  | ⊙ | 1,27 | 15. Dez. 1986 |
| Pfeiferwinkelmoos                                     | BW | LB-00240 / 16 | Wörthsee, Gemarkung Steinebach am Wörthsee               | ⊙ | 12,5 | 15. Dez. 1986 |
| Rote Höll                                             | BW | LB-01662      | Starnberg                                                | ⊙ | 2,78 | 15. Jan. 2019 |
| Schilchenmooswiesen                                   | BW | LB-00210 / 7  | Herrsching am Ammersee                                   | ⊙ | 2,88 | 15. Dez. 1986 |
| Schwarzweiher mit angrenzenden Streuwiesen            | BW | LB-00049 / 5  | Berg                                                     | ⊙ | 6,44 | 15. Dez. 1986 |
| Seeufer mit Bodensee-Vergissmeinnicht                 | BW | LB-00307 / 11 | Starnberger See                                          | ⊙ | 0,09 | 15. Dez. 1986 |
| Seeufer mit Bodensee-Vergissmeinnicht                 | BW | LB-00050 / 11 | Starnberger See                                          | ⊙ |      | 15. Dez. 1986 |
| Südosthang Rauhenberg                                 | BW | LB-00237 / 4  | Andechs                                                  | ⊙ | 0,23 | 15. Dez. 1986 |
| Tannhofwiese                                          | BW | LB-00211 / 2  | Andechs                                                  | ⊙ | 0,74 | 15. Dez. 1986 |
| Vogelschutzgebiet Bucht bei St. Heinrich              | BW | LB-00012      | Starnberger See, Seeshaupt, Münsing                      | ⊙ | 40,8 | 15. März 1996 |
| Waldrand und Eichen-Hainbuchenwald bei Weßling        | BW | LB-00238 / 14 | Weßling                                                  | ⊙ | 0,36 | 15. Dez. 1986 |
| Legende für Geschützter Landschaftsbestandteil        |    |               |                                                          |   |      |               |